# 13.º Prêmio Angelo Agostini
O 13.º Prêmio Angelo Agostini (também chamado Troféu Angelo Agostini) foi um evento organizado pela Associação dos Quadrinhistas e Caricaturistas do Estado de São Paulo (ACQ-ESP) com o propósito de premiar os melhores lançamentos brasileiros de quadrinhos de 1996 em diferentes categorias.

## História
A AQC-ESP manteve o critério adotado nos anos anteriores de solicitar aos votantes que selecionassem dois nomes para cada categoria, como primeiro e segundo lugares. As cédulas, distribuídas em fanzines e lojas de quadrinhos, puderam ser enviadas pelo correio para a sede da instituição até 20 de dezembro para a apuração dos vencedores.
A cerimônia de entrega de troféus foi realizada na Academia Brasileira de Arte (ABRA) e contou com a presença de cerca de 200 pessoas. Entre as atividades paralelas, houve a exibição da animação Cassiopeia, seguida de uma palestra de seu diretor Clóvis Vieira, e atividades de pinturas para crianças, além de lançamentos de quadrinhos.
Mais uma vez ocorreu a entrega do Prêmio Nova de "melhor HQ fantástica", da Sociedade Brasileira de Arte Fantástica (SBAF), que dessa vez foi para José Mojica Marins e Laudo Ferreira Jr. pela HQ O Engima de Zé do Caixão. A SBAF também deu um prêmio especial a Clóvis Vieira pelo longa-metragem Cassiopeia, primeiro filme brasileiro feito totalmente por computador.

## Prêmios
| Categoria                    | Vencedores                                                |
| ---------------------------- | --------------------------------------------------------- |
| Mestre do Quadrinho Nacional | Fernando Ikoma                                            |
| Mestre do Quadrinho Nacional | Maria Aparecida Godoy                                     |
| Mestre do Quadrinho Nacional | Oscar Kern                                                |
| Desenhista                   | Sebastião Seabra                                          |
| Roteirista                   | Laerte Coutinho                                           |
| Lançamento                   | Gibizão da Turma da Mônica vários autores (Editora Globo) |
| Troféu Jayme Cortez          | Edgard Guimarães                                          |
| Fanzine                      | Informativo de Quadrinhos Independentes Edgard Guimarães  |